# Політичний порядок і політичний занепад. Від промислової революції до глобалізації демократії
Політичний порядок і політичний занепад. Від промислової революції до глобалізації демократії (англ. Political Order and Political Decay: From the Industrial Revolution to the Globalization of Democracy)  – книга американського філософа, політолога, економіста, письменника японського походження Френсіса Фукуями. Вперше опублікована 11 листопада 2014 року у вигляді звукозапису студії «Brilliance Audio» (дочірня компанія «Amazon Publishing»). Українською мовою книга перекладена та опублікована в 2019 році видавництвом «Наш формат» (перекладачі – Роман Корнута, Тарас Цимбал).

## Огляд книги
«Велика книга одного із провідних громадських інтелектуалів нашого часу», - Майкл Лінд, «The New York Times»
Видатні постаті, події та конфлікти, великі рішення політиків – на всьому цьому вивчення прогресу людських суспільств точно не закінчується. Френсіс Фукуяма переконаний, що для повного розуміння передумов та процесів історії та політики зокрема, варто дослідити зміни політичних інститутів. 
Книга є 2 томом фундаментальної праці Фукуями про побудову державності, у якій він аналізує розвиток демократії та права впродовж двох останніх століть. Автор чітко дає зрозуміти, чому в одних країнах рівність та сила народу стали основоположними канонами державної політики, а в інших – ні. А також вказує, якими можуть бути ознаки занепаду прогресуючих демократій.

## Основний зміст
Предметом досліджень автора є історичний період від часів французької революції до так званої арабської весни та глибоких дисфункцій сучасної американської політики. Фукуяма розглядає вплив корупції на управління, а також як деякі суспільства успішно справляються з цим явищем. Автор досліджує різні колонії в Латинській Америці, Африці та Азії, на основі чого складає власний погляд на те, чому деякі регіони світу економічно та культурно розвивалися швидше, ніж інші. Френсіс твердо переконаний, що майбутнє демократії за постійно зростаючим глобальним середнім класом. Оглядаючи історію політичного розвитку, філософ спирається на ідеї свого наставника, політолога Самуеля Гантінгтона, який стверджував, що демократичне врядування, «здорова» ринкова економіка та соціальний розвиток залежать від трьох ключових компонентів політичного порядку: державних інститутів, демократичної підзвітності та верховенства права.
Найбільшу увагу Фукуяма приділяє Сполученим Штатам, які ще недавно були авангардом світових політичних відносин, та наразі знаходяться у стані «політичного занепаду». І залишаються вразливими до смертельних пороків корупції, неефективності та корисливого або капризного керівництва. 
Розглядаючи проблему глобально, професор Стенфордського університету обговорює три основні шляхи до державності, з яких лише один є довгостроковим. А саме лібералізм, який насправді не є «смертоносним». Пропагуючи ідеї лібералізму, можна повести успішні реформи в державі відповідно до соціальних потреб.
Щодо слабких держав, автор налаштований більш песимістично. Ті економіки, які розвиваються та хочуть підзвітного уряду, фактично не мають жодних перспектив.

## Переклад українською
- Френсіс Фукуяма. Політичний порядок і політичний занепад. Від промислової революції до глобалізації демократії / пер. Роман Корнута, Тарас Цимбал. — К.: Наш Формат, 2019. — ISBN 978-617-7682-66-9.